# Кавагоэ (княжество)

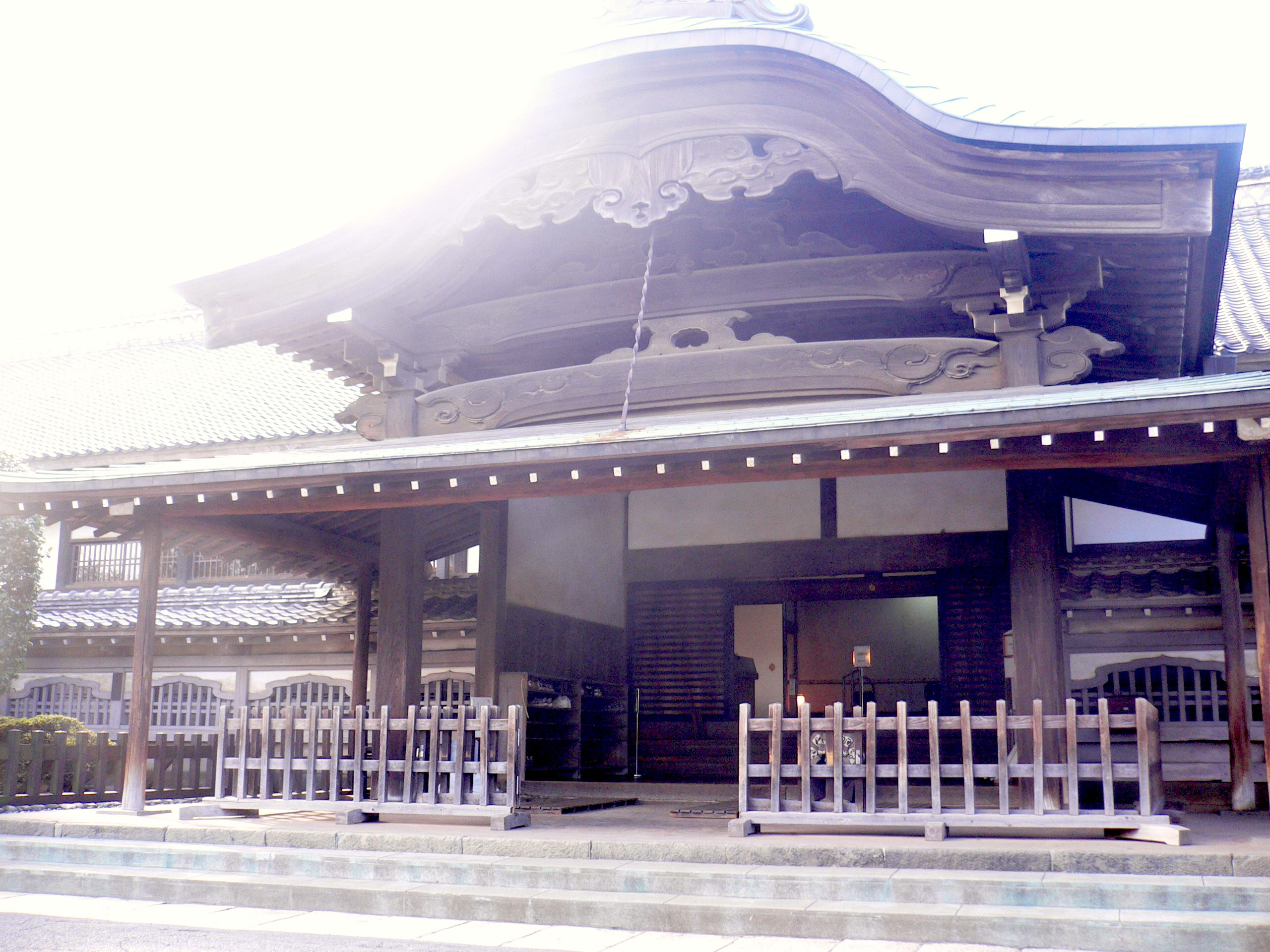
Замок Кавагоэ

Княжество Кавагоэ (яп. 川越藩 Кавагоэ-хан) — феодальное княжество (хан) в Японии периода Эдо (1590—1871), в провинции Мусаси региона Токайдо на острове Хонсю (на территории современной префектуры Сайтамы).

## Краткая история
Административный центр княжества: замок Кавагоэ (современный город Кавагоэ, префектура Сайтама).
Доход хана:
- 1590—1601 годы — 10 000 коку
- 1609—1634 годы — 20 000->37 000->80 000->100 000 коку
- 1635—1638 годы — 35 000 коку
- 1639—1694 годы — 20 000->37 000->80 000->100 000 коку риса
- 1694—1704 годы — 72 000->112 000 коку
- 1704—1767 годы — 50-60 000 коку риса
- 1767—1866 годы — 150—170 000 коку
- 1866—1871 годы — 80 000 коку риса

Княжество Кавагоэ было основано в 1590 году, когда Тоётоми Хидэёси одержал победу над кланом Го-Ходзё и передал обширные районы региона Канто Токугава Иэясу. Токугава Иэясу, переселившись в Канто, передал своему вассалу Сакаи Сигэтаде (1549—1617) домен Кавагоэ в провинции Мусаси с доходом 10 000 коку риса. В 1601 году Сакаи Сигэтада был переведён в Маэбаси-хан (провинция Кодзукэ). В 1609 году вторым правителем княжества стал Сакаи Тадатоси (1559—1627), бывший владелец Танака-хана в провинции Суруга. В 1627 году ему наследовал старший сын Сакаи Тадакацу (1587—1622), ранее владевший Фукуя-ханом. В 1634 году его перевели из Кавагоэ-хана в Обама-хана (провинция Вакаса) с доходом 103 500 коку.
В 1635—1638 годах Кавагоэ-ханом владел Хотта Масамори (1606—1651), в 1638 году переведённый в Мацумото-хан (провинция Синано).
В 1639 году новым правителем хана стал Мацудайра Нобуцуна (1596—1662), бывший владелец Оси-хана в провинции Мусаси. В 1662 году ему наследовал старший сын Мацудайра Тэруцуна (1620—1672). В 1672—1694 годах доменом владел Мацудайра Нобутэру (1660—1725), четвёртый сын Тэруцуны. В 1694 году он был переведён в Кога-хан (провинция Симоса).
В 1694—1702 годах Кавагоэ-хан принадлежал Янагисаве Ёсиясу (1658—1714), бывшему правителю Сануки-хана (провинция Кадзуса). В 1704 году он был переведён в Кофу-хан (провинция Каи).
В 1704—1767 годах Кавагоэ-ханом владел род Акимото. Первым правителем стал Акимото Такатомо (1649—1714), старший сын Тода Тадамаса, ранее сидевший в Ямура-хане (провинция Каи). Его потомки правили до 1767 года. В 1767 году Акимото Сукэтомо (1717—1775), правивший в 1742—1767 годах, был переведён в Ямагата-хан (провинция Дэва).
В 1767—1866 годах княжеством правил род Мацудайра (ветвь Этидзэн). Первым даймё стал Мацудайра Томонори (1738—1768), ранее сидевший в Маэбаси-хане (провинция Кодзукэ). Его потомки правили в княжестве до 1866 года. В 1866 году 7-й даймё Мацудайра Наокацу (1840—1897) был переведён из Кавагоэ-хана в Маэбаси-хан.
В 1866—1871 годах Кавагоэ-ханом владел другой род Мацудайра (ветвь Мацуи). В 1866 году домен получил Мацудайра Ясухидэ (1830—1904), ранее правивший в Танагура-хане (провинция Муцу). В 1869 году он отказался от власти в пользу своего приемного сына Мацудайры Ясутоси (1854—1923), который правил в 1869—1871 годах.
Кавагоэ-хан был ликвидирован в 1871 году.

## Правители княжества
- Род Сакаи, 1590—1601, 1609—1634 (фудай-даймё)

| № | Имя            | Имя       | Годы правления | Годы жизни  | Примечания                 |
| - | -------------- | --------- | -------------- | ----------- | -------------------------- |
| 1 | Сакаи Сигэтада | 酒井重忠  | 1590 — 1601    | 1549 — 1617 | Старший сын Сакаи Масатики |
| 2 | Сакаи Тадатоси | 酒井 忠利 | 1609 — 1627    | 1559 — 1627 | Третий сын Сакаи Масатики  |
| 3 | Сакаи Тадакацу | 酒井 忠勝 | 1627 — 1634    | 1587 — 1662 | Старший сын Сакаи Тадатоси |

- Род Хотта, 1635—1638 (фудай-даймё)

| № | Имя            | Имя       | Годы правления | Годы жизни  | Примечания                |
| - | -------------- | --------- | -------------- | ----------- | ------------------------- |
| 1 | Хотта Масамори | 堀田 正盛 | 1635 — 1638    | 1606 — 1651 | Старший сын Хотты Масаёси |

- Род Мацудайра (ветвь Нагасава-Окоти), 1639—1694 (фудай-даймё)

| № | Имя                | Имя       | Годы правления | Годы жизни  | Примечания                                                         |
| - | ------------------ | --------- | -------------- | ----------- | ------------------------------------------------------------------ |
| 1 | Мацудайра Нобуцуна | 松平 信綱 | 1639 — 1662    | 1596 — 1662 | Сын Окоти Хисацуны, был усыновлён своим дядей Мацудайрой Масацуной |
| 2 | Мацудайра Тэруцуна | 松平輝綱  | 1662 — 1672    | 1620 — 1672 | Старший сын и преемник Мацудайры Нобуцуны                          |
| 3 | Мацудайра Нобутэру | 松平信輝  | 1672 — 1694    | 1660 — 1725 | Четвёртый сын Мацудайры Тэруцуны                                   |

- Род Янагисава, 1694—1704 (фудай-даймё)

| № | Имя              | Имя       | Годы правления | Годы жизни  | Примечания            |
| - | ---------------- | --------- | -------------- | ----------- | --------------------- |
| 1 | Янагисава Ёсиясу | 柳沢 吉保 | 1694 — 1704    | 1658 — 1714 | Сын Янагисавы Ясутады |

- Род Акимото, 1704—1767 (фудай-даймё)

| № | Имя              | Имя      | Годы правления | Годы жизни  | Примечания                                                                |
| - | ---------------- | -------- | -------------- | ----------- | ------------------------------------------------------------------------- |
| 1 | Акимото Тадатомо | 秋元喬知 | 1704 — 1714    | 1649 — 1714 | Старший сын Тоды Тадамасы, усыновлён Акимото Томито                       |
| 2 | Акимото Такафуса | 秋元喬房 | 1714 — 1738    | 1683 — 1738 | Второй сын Акимото Тадатомо                                               |
| 3 | Акимото Такамото | 秋元喬求 | 1738 — 1742    | 1716 — 1744 | Старший сын Тоды Тадами, даймё Уцуномия-хана, усыновлён Акимото Такафусой |
| 4 | Акимото Сукэтомо | 秋元凉朝 | 1742 — 1767    | 1717 — 1775 | Приемный сын и преемник Акимото Такатомо                                  |

- Мацудайра (ветвь Этидзэн), 1767—1866 (симпан-даймё)

| № | Имя                | Имя      | Годы правления | Годы жизни  | Примечания |
| - | ------------------ | -------- | -------------- | ----------- | --- |
| 1 | Мацудайра Томонори | 松平朝矩 | 1767 — 1768    | 1738 — 1768 | Старший сын Мацудайры Акинори (1713—1749) — даймё Сиракава Синдэн хана (1721—1727), Сиракава-хана (1729—1741) и Химэдзи-хана (1741—1748) |
| 2 | Мацудайра Наоцунэ  | 松平直恒 | 1768 — 1810    | 1762 — 1810 | Второй сын и преемник Мацудайры Томонори                                                                                                 |
| 3 | Мацудайра Наонобу  | 松平直温 | 1810 — 1816    | 1795 — 1816 | Второй сын Мацудайры Наоцунэ |
| 4 | Мацудайра Тадатоми | 松平斉典 | 1816 — 1850    | 1796 — 1850 | Четвёртый сын 2-го даймё Мацудайры Наоцунэ                                                                                               |
| 5 | Мацудайра Таданори | 松平典則 | 1850 — 1854    | 1836 — 1883 | Второй сын и преемник Мацудайры Нарицунэ                                                                                                 |
| 6 | Мацудайра Наоёси   | 松平直侯 | 1854 — 1861    | 1839 — 1862 | Сын Токугавы Нариаки, усыновлён Мацудайрой Цунэнори                                                                                      |
| 7 | Мацудайра Наокацу  | 松平直克 | 1861 — 1867    | 1840 — 1897 | Старший сын Аримы Ёринори, усыновлён Мацудайрой Наоёси                                                                                   |

- Род Мацудайра (ветвь Мацуи), 1866—1871 (фудай-даймё)

| № | Имя               | Имя      | Годы правления | Годы жизни  | Примечания                                           |
| - | ----------------- | -------- | -------------- | ----------- | ---------------------------------------------------- |
| 1 | Мацудайра Ясухидэ | 松平康英 | 1866 — 1869    | 1830 — 1904 | Приемный сын Мацудайры Ясухиро                       |
| 2 | Мацудайра Ясутоси | 松平康載 | 1869 — 1871    | 1854 — 1923 | Сын Мацудайры Мицусинэ, усыновлён Мацудайрой Ясухидэ |